# Fenpyroximat
Fenpyroximat ist eine chemische Verbindung aus der Gruppe der Pyrazole.

## Gewinnung und Darstellung
Fenpyroximat kann durch Reaktion von 4-Brommethylbenzoesäure-tert-butylester mit 1,3-Dimethyl 5-phenoxypyrazol-4-carbaldoxim in Gegenwart von Kaliumhydroxid in Dimethylsulfoxid gewonnen werden. Das Oxim kann wiederum aus 2-chlor-1,3-dimethylpyrazol-4-carbaldehyd hergestellt werden, indem dieses mit Phenol und Hydroxylamin umgesetzt wird.

## Eigenschaften
Fenpyroximat ist ein farbloses bis beiges Pulver, das unlöslich in Wasser ist.

## Verwendung
Fenpyroximat wird als Akarizid und Insektizid verwendet. Die Wirkung der 1991 auf den Markt gebrachten und ab 1995 in Deutschland zugelassenen Verbindung beruht auf der Blockierung des mitochondrialen Elektronentransports im Komplex I.

## Zulassung
In den Staaten der Europäischen Union ist der Wirkstoff Fenpyroximat seit Mai 2009 für Anwendungen als Akarizid zulässig.
In Deutschland, Österreich und der Schweiz sind Pflanzenschutzmittel (z. B. Kiron) mit diesem Wirkstoff zugelassen.

## Externe Links zu erwähnten Verbindungen
1. ↑  Externe Identifikatoren von bzw. Datenbank-Links zu Fenpyroximat (E/Z):  CAS-Nr.: 111812-58-9, EG-Nr.: 601-123-8, ECHA-InfoCard: 100.118.242, PubChem: 107760, ChemSpider: 96921, Wikidata: Q72478170.
2. ↑  Externe Identifikatoren von bzw. Datenbank-Links zu 4-Brommethylbenzoesäure-tert-butylester:  CAS-Nr.: 108052-76-2, EG-Nr.: 691-573-1, ECHA-InfoCard: 100.219.271, PubChem: 11414578, ChemSpider: 9589465, Wikidata: Q72502510.